# Sindee Jennings

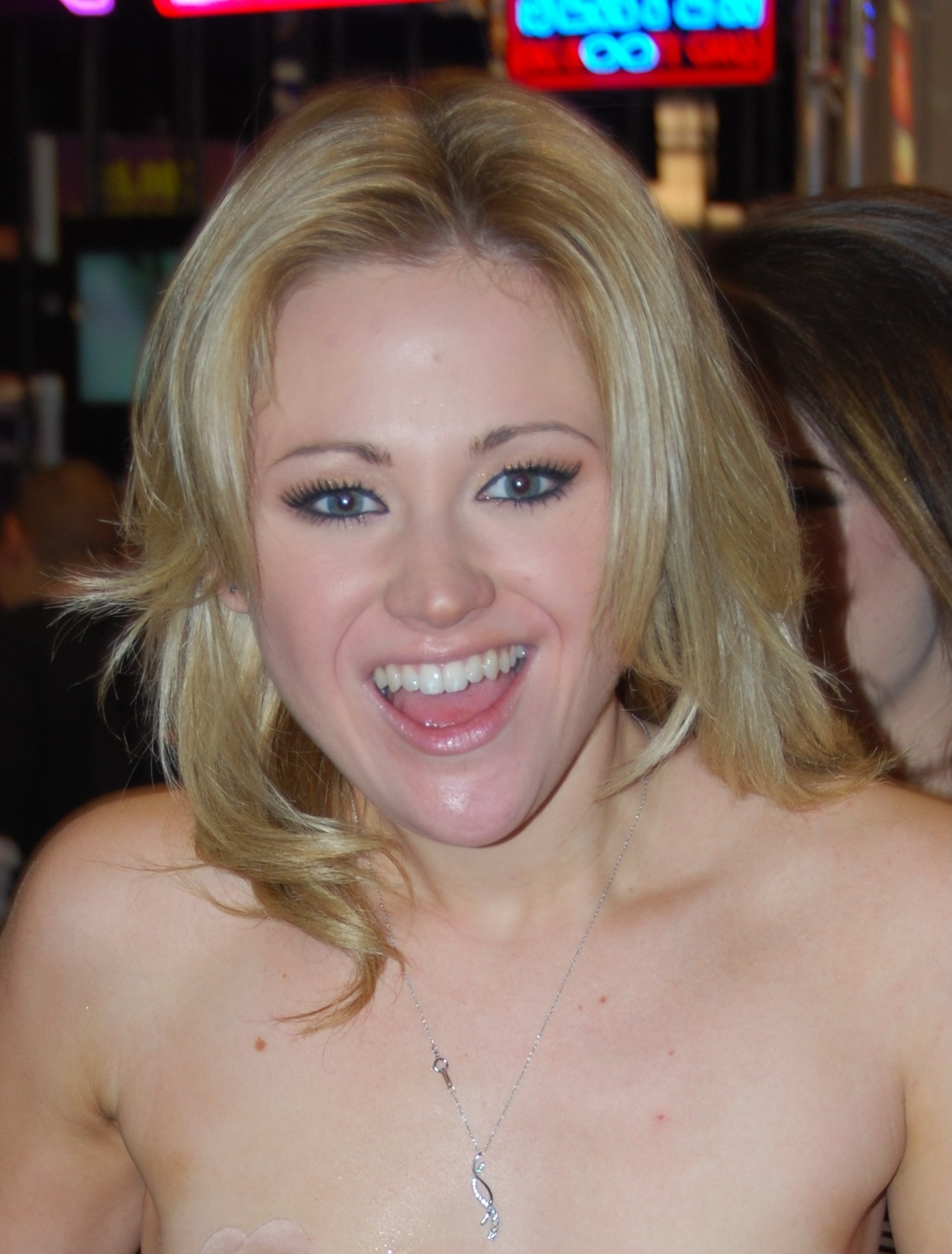
Sindee Jennings bei der AVN Adult Entertainment Expo 2008

Sindee Jennings (* 7. Juli 1986 als Alexandra Wallace in Austin, Texas) ist eine US-amerikanische Pornodarstellerin.

## Karriere
Sindee Jennings begann ihre Karriere 2006 im Alter von 20 Jahren. Sie spielte unter anderen in der Barely-Legal-Reihe von Hustler mit.
Laut IAFD hat sie in fast 350 Filmen mitgespielt, darunter Slutty and Sluttier 9 und Neo Pornographia Vol. 5. In der Parodie Who’s Nailin’ Paylin? spielte sie die junge Serra Paylin, die ansonsten von Pornogröße Lisa Ann verkörpert wurde. Außerdem spielte sie in drei Teilen der This Ain’t…-Reihe mit. Sie ist spezialisiert auf Squirt-Filme, kann aber auch einige lesbische Szenen vorweisen.
Sie war bisher 14 mal für den AVN Award nominiert. Außerdem war sie F.A.M.E.-Award-Finalistin und für den XRCO Award nominiert.
Jennings war im Laufe ihrer Karriere auch unter anderen Namen aktiv, wie Cindy, Cindie Clear, Sinde Clear, Sidnee Jennings, Sin Dee Jennings, SinDee Jennings, Syndee Jennings und Sindee.

## Filmografie (Auswahl)

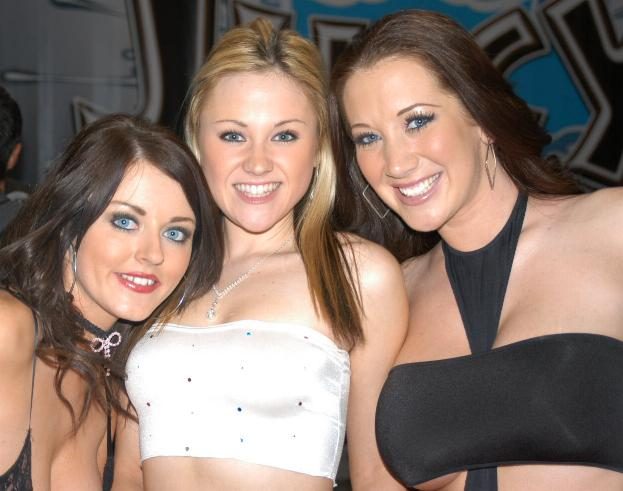
Jennings (Mitte) mit ihren Kolleginnen Sophie Dee und Jayden Jaymes bei der AVN Expo 2007

- 2007: Sindee Jennings Is Supersquirt
- 2008: Neo Pornographia 5
- 2008: Who’s Nailin’ Paylin?
- 2008: Strap Attack 9
- 2009: The Violation of Sindee Jennings
- 2009: This Ain’t Dancing with the Stars XXX
- 2009: Slutty and Sluttier 9
- 2009: Suck It Dry 6
- 2010: Hollywood’s Nailin’ Palin

## Nominierungen
- 2009: AVN Award Nominierung – Best All-Girl Group Sex Scene – Squirt Gangbang 3
- 2009: AVN Award Nominierung – Best Couples Sex Scene – She Only Takes Diesel
- 2009: AVN Award Nominierung – Best POV Sex Scene – Nice Fucking View 3
- 2009: AVN Award Nominierung – Unsung Starlet of the Year
- 2009: XRCO Award Nominierung – Unsung Siren
- 2009: F.A.M.E. Award Finalist – Favorite Underrated Star
- 2010: AVN Award Nominierung – Best All-Girl Group Sex Scene – Squirt Gangbang 4
- 2010: AVN Award Nominierung – Best All-Girl Three-Way Sex Scene – Kung Fu Nurses a Go-Go 2
- 2010: AVN Award Nominierung – Best All-Girl Three-Way Sex Scene – Lesbian Tag Teams
- 2010: AVN Award Nominierung – Best All-Girl Three-Way Sex Scene – Storm Squirters 6
- 2010: AVN Award Nominierung – Best Oral Sex Scene – Cummin’ at You 3D
- 2010: AVN Award Nominierung – Best POV Sex Scene – Barely Legal POV 3
- 2010: AVN Award Nominierung – Best POV Sex Scene – Cummin’ at You 3D
- 2010: AVN Award Nominierung – Most Outrageous Sex Scene – Squirt Gangbang 4
- 2010: AVN Award Nominierung – Most Outrageous Sex Scene – Storm Squirters 7
- 2011: AVN Award Nominierung – Best All-Girl Three-Way Sex Scene – Belladonna: Fetish Fanatic 8